# Csanádi János
Csanádi János (? – 1622. augusztus 10.) református lelkész.

## Élete
Forgách János támogatásával Wittenbergben 1584-től három évig tanult, ahol a magyar diákok seniora volt. 1588. január 22-én indult vissza hazájába, ahova papnak hívták meg.
Bod Péter a kezébe akadt latin verseiből ítélve, jó versírónak állítja. Segesvári Bálint krónikája szerint 1622. augusztus 10-én hunyt el pestisben.

## Munkái
- Egy latin verse megjelent a Carmina Propemptica in honorem… viri Joh L. Danoczii. Vittenbergae, 1586. c. munkában.
- Vers Félegyházi Tamás sírjához
- Siderius János, tarczali paphoz vigasztaló vers, Anna nevű 14 hónapos kis leánya halálakor, és epitaphium (1586)
- Gimesi Forgách Mihály De peregrinatione című oratiójához epigramma (1587)
- losonczi Bánffi Farkashoz epigramma